# Cephonodes trochilus
Cephonodes trochilus är en fjärilsart som beskrevs av Félix Édouard Guérin-Méneville 1843. Cephonodes trochilus ingår i släktet Cephonodes och familjen svärmare. Inga underarter finns listade i Catalogue of Life.

## Bildgalleri

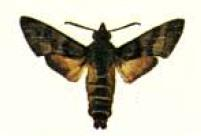